# Ernest Giles

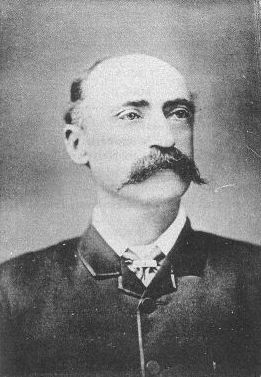
Ernest Giles

William Ernest Powell Giles (* 20. Juli 1835 in Bristol, England; † 20. November 1897 in Coolgardie, Australien), meistens kurz Ernest Giles genannt, war ein australischer Forscher, der bedeutende Expeditionen in das Zentrum Australiens leitete.

## Leben
Der gebürtige Engländer wanderte im Alter von 15 Jahren nach Australien aus, wo er sich in Adelaide niederließ und in den folgenden Jahren in der Schaf- und Rinderzucht arbeitete, während seine Begeisterung für den australischen Busch immer weiter wuchs.
Ernest Giles war der erste Europäer, der in der Großen Sandwüste Australiens die Felsformation Kata Tjuṯa sah, der er den Namen „The Olgas“ gab. Der sich im Süden an die Große Sandwüste anschließenden Wüste gab er den Namen Gibson-Wüste, benannt nach seinem Reisekameraden Alfred Gibson, der in eben dieser Wüste verschwand. Giles durchquerte die Wüste von Port Augusta bis nach Westaustralien, dann kehrte er auf einer anderen Route zurück, um nach Spuren des Vermissten zu suchen. Mehrmals war Giles dem Tode nahe, jedoch glückte auch diese Durchquerung trotz aller widrigen Umstände.
Er war korrespondierendes Mitglied des Thüringisch-Sächsischen Vereins für Erdkunde. In Anerkennung seiner Entdeckungen wurde Ernest Giles in die Royal Geographical Society in London aufgenommen. Seine Entdeckungen und Reiseerlebnisse schrieb der Forscher von 1872 bis 1876 als Australia Twice Traversed nieder. Trotz seiner bemerkenswerten Forschungsergebnisse gelang es Giles mangels Unterstützung durch die australische Regierung nicht, weitere große Expeditionen zu finanzieren. Nach einigen weniger bedeutenden Forschungsreisen nahm er eine Beschäftigung in einer australischen Goldmine auf.
Giles starb, von der Öffentlichkeit weitestgehend vergessen, am 20. November 1897 an einer Lungenentzündung. Seine Nachkommen leben noch heute in Südaustralien.
Der dritthöchste Berg des Northern Territory Mount Giles, der See Lake Giles und die Wetterstation Giles Meteorological Station bei Warakurna in Western Australia wurden nach ihm benannt.